# 롱쑤옌
롱쑤옌시(베트남어: Thành phố Long Xuyên / 龍川)는 베트남 남서부 메콩강 삼각주 지방 안장성의 성도이다. 하우강 우안에 위치해 있으며, 2019년을 기준으로 면적은 115km2, 인구는 272,365명이다. 하노이에서 남쪽으로 1,950km, 호찌민 시에서 189km, 캄보디아 국경에서 45km 정도 떨어진 곳에 위치한다.

## 행정구역
롱쑤옌시는 11개의 방(坊)과 2개의 사(社)를 관할한다.

### 방
- 빈둑 방（Bình Đức / 平德坊）
- 빈카인 방（Bình Khánh / 平慶坊）
- 동쑤옌 방（Đông Xuyên / 東川坊）
- 미이빈 방（Mỹ Bình / 美平坊)
- 미이화 방（Mỹ Hòa / 美和坊)
- 미이롱 방（Mỹ Long / 美龍坊)
- 미이푹 방（Mỹ Phước / 美福坊)
- 미이꾸이 방（Mỹ Quý / 美貴坊)
- 미이타인 방（Mỹ Thạnh / 美盛坊)
- 미이토이 방（Mỹ Thới / 美泰坊)
- 미이쑤옌 방（Mỹ Xuyên / 美川坊)

### 사
- 미이화헝 사（Mỹ Hòa Hưng / 美和興坊)
- 미이카인 사（Mỹ Khánh / 美慶坊)

## 경제
롱쑤옌은 6개 이상의 공장과 1만명 이상의 근로자가 있는 생산시설(주로 쌀 무역과 관련)과 생선 가공업(베트남메기) 가공으로 매우 발전된 도시이다.

## 교육
- 안장 대학교

안장대학교는 메콩강 삼각주 지방에서 두번째로 큰 규모의 대학이다. 8만 명 이상의 학부생이 있으며, 처음에는 사범대로 시작되었다가 2000년에 종합대학의 지위로 승격되었다. 현재는 농학, 경제학, IT, 교육학, 막스-레닌 이데올르기 관련 학부를 가지고 있다.
- 롱쑤옌 사범대학

롱쑤옌시에는 3대 고등학교가 있으며, 토아이 응옥 하우, 빈카인, 롱쑤옌 고등학교가 각각 존재감을 드러냈다. 토아이 응옥 하우 고등학교는 예전에는 롱쑤옌 고등학교였으며, 현재 2000명 이상의 전교생이 있다. 토아이 응옥 하우 고등학교는 영어, 수학, 화학, 물리학, 문학, 생물학 전공에 특화되어 있다.